# 장금
장금(長今, ? ~ 1550년)은 조선 중종대의 의녀이며, 생몰년은 알려지지 않았고, 조선왕조실록에 기록이 남아있는 의녀 중 하나이다.

## 조선왕조실록의 기록
의녀 장금이 처음 기록에 등장한 것은 중종10년 1515년이다.
臺諫啓前事。憲府又曰: “前日戶曹啓請: ‘禪、敎兩宗, 革罷已久, 其位田。’刷充國用, 而敎以勿刷, 今不許度僧, 永絶根株, 則兩宗位田, 宜刷屬公, 而革罷寺刹位田, 竝宜刷之。”傳曰: “大抵人之死生, 豈關醫藥? 然進藥大王前, 失宜者, 論屬書吏, 固有前例。未知於王后, 亦有此例耶? 其考前例以啓。且醫女長今, 護産有功, 當受大賞, 厥終有大故, 故未蒙顯賞。今縱不能行賞, 亦不可決杖, 故命贖杖, 此, 酌其兩端, 而定罪之意也。餘皆不允。”

대간이 전의 일을 아뢰고 헌부가 또 아뢰기를, “전일 호조(戶曹)에서, 선(禪)·교(敎) 양종(兩宗)을 혁파한 지 이미 오래 되었으니 그 위전(位田)을 추쇄(推刷)하여 국용에 충당할 것을 아뢰었는데, 추쇄하지 말라고 하교하시었습니다. 지금 도승(度僧)을 허가하지 않아 영구히 그 뿌리를 끊었은즉, 양종의 위전은 의당 추쇄하여 속공(屬公)하고, 혁파한 사찰(寺刹)의 위전도 함께 추쇄하여야 합니다.”하였다. 전교하였다, “대저 사람의 사생이 어찌 의약(醫藥)에 관계되겠는가? 그러나 대왕전에 약을 드려 실수한 자는 논핵하여 서리(書吏)에 속하게 함은 원래 전례가 있었다. 왕후에게도 또한 이런 예가 있었는지 모르겠으니, 전례를 상고하여 아뢰라. 또 의녀(醫女)인 장금(長今)은 호산(護産)하여 공이 있었으니 당연히 큰 상을 받아야 할 것인데, 마침내는 대고(大故)가 있음으로 해서 아직 드러나게 상을 받지 못하였다. 상은 베풀지 못한다 하더라도 또한 형장을 가할 수는 없으므로 명하여 장형(杖刑)을 속바치게 하였으니, 이것은 그 양단(兩端)을 참작하여 죄를 정하는 뜻이다. 나머지는 모두 윤허하지 않는다.”
— 중종실록 중종 10년 (1515년) 3월 21일

두 번째 기록은 중종10년 1515년이다.
臺諫啓前事, 又曰: “醫女長今之罪, 又甚於河宗海。産後衣襨改御時, 請止之, 則豈致大故? 刑曹照律, 不用正律, 而又命贖杖, 甚爲未便。” 皆不允。

대간이 전의 일을 아뢰고 또 아뢰기를, “의녀인 장금(長今)의 죄는 하종해(河宗海)보다도 심합니다. 산후에 의대(衣襨)를 개어(改御)하실 때에 계청하여 중지하였으면 어찌 대고에 이르렀겠습니까? 형조가 조율(照律)5532) 할 때에 정률(正律)을 적용하지 않고 또 명하여 장형을 속바치게 하니 매우 미편합니다.”하였으나 모두 윤허하지 않았다.
— 중종실록 중종 10년 (1515년) 3월 22일

세 번째 기록은 중종17년 1522년이다.
大妃殿證候向愈, 上賞藥房有差。【提調金詮ㆍ張順孫、承旨趙舜, 馬粧一部、弓一丁、箭一部, 醫員河宗海馬一匹、米太十石, 金順蒙馬一匹, 醫女信非、長今各米太十石, 內官、飯監、別監亦皆有賜。】傳曰: “近日, 久不視事, 不得接群臣, 心甚未安。 然慈殿猶未永差, 姑待數日, 當御經筵。”

대비전(大妃殿)의 증세가 나아지자, 상이 약방(藥房)들에게 차등 있게 상을 주었다.【제조(提調) 김전(金詮)·장순손(張順孫)과 승지 조순(趙舜)에게는 말안장 20부(部)·활 1정(丁)·전죽(箭竹) 1부(部), 의원 하종해(河宗海)에게는 말 한 필과 쌀·콩 각 10석, 김순몽(金順蒙)에게는 말 1필, 의녀 신비(信非)와 장금(長今)에게는 각각 쌀·콩 각 10석씩을 주고, 내관(內官)·반감(飯監)·별감(別監)에게도 모두 하사가 있었다.】 전교하기를,“요사이 오래 일을 보지 않아 군신(群臣)들을 접하지 못하게 되니 마음에 매우 미안하다. 그러나 자전(慈殿)께서 완전히 쾌차하지 못하시니, 아직 2∼3일을 기다렸다가 경연(經筵)에 나아가겠다.”하였다.
— 중종실록 중종 17년 (1522년) 9월 5일

네 번째 기록은 중종19년 1524년이다. 이때부터 대장금이라는 명칭이 붙었으니 중종 17~19년 사이 장금이라는 이름 앞에 '대(大)'라는 호칭을 쓴것으로 생각된다.
傳曰: “百工技藝, 皆不可闕, 而勸課節目, 非不詳盡矣。但各司官員, 不致力勸課, 故卒無成效。其中醫術, 尤爲大事, 而不各別勸課焉, 今之粗解其術者, 皆成宗朝所敎養者也。今則其勸課事, 何以爲之? 其問于醫司以啓。且醫女料食, 有全遞兒、有半遞兒。今者, 全遞兒有窠闕, 而不啓其應受之者, 必以自下啓之爲難也。但醫女大長今, 醫術稍優於其類, 故方出入大內, 而看病焉。此全遞兒, 其授長今。”

전교하였다.“백공(百工)의 기예(技藝)는 다 부족하여서는 안되고 권과절목(勸課節目)이 상세하지 않은 것도 아닌데, 다만 각사(各司)의 관원이 힘을 다하여 권과하지 않으므로 마침내 성효(成效)가 없다. 그 가운데에서도 의술(醫術)은 더욱 큰일인데 각별히 권과하지 않으니, 지금 그 기술을 조금 아는 자는 다 성종조(成宗朝)에서 가르쳐 기른 자인데, 이제는 그 권과하는 일을 어떻게 할 것인지 의사(醫司)에 물어서 아뢰라. 또 의녀(醫女)의 요식(料食)에는 전체아(全遞兒)가 있고 반체아(半遞兒)가 있는데, 요즈음 전체아에 빈 자리가 있어도 그것을 받을 자를 아뢰지 않으니, 아래에서 아뢰기 어렵다고 생각하기 때문일 것이다. 다만 의녀 대장금(大長今)의 의술이 그 무리 중에서 조금 나으므로 바야흐로 대내(大內)에 출입하며 간병(看病)하니, 이 전체아를 장금에게 주라.”
— 중종실록 중종 17년 (1522년) 9월 5일

다섯째 기록은 중종28년 1533년이다.
傳曰: “予累月未寧, 今幾差復。 藥房提調及醫員等, 不可不賞。左議政張順孫熟馬一匹, 禮曹判書金安老、前都承旨丁玉亨、常山都正末孫加資,【常山都正獻藥於患腫之初, 易至濃潰, 故亦在賞列。】醫員河宗海加資准職, 同知朴世擧、洪沈加資, 各賜米太六石, 金尙坤加資, 兒馬一匹, 金守良、盧漢明, 掌務官員等, 各兒馬一匹, 醫女大長今、戒今各米太幷十五石、官木緜正布各十匹, 湯藥使令等, 賞賜有差。”

전교하였다.“내가 여러달 병을 앓다가 이제야 거의 회복이 되었다. 약방 제조와 의원들에게 상을 주지 않을 수 없다. 좌의정 장순손(張順孫)에게는 숙마(熟馬) 1필(匹)을 내리고 예조 판서 김안로(金安老), 전 도승지 정옥형(丁玉亨), 상산 도정(常山都正) 이말손(李末孫)에게는 가자(加資)하고,【상산 도정이 종기를 처음 앓기 시작한 때 약을 바쳐서 쉽게 곪아 터지게 하였으므로 역시 상을 주도록 하였다.】 의원 하종해(河宗海)는 준직(準職)을 가자하고, 동지 박세거(朴世擧)와 홍침(洪沈)은 가자와 함께 각기 쌀과 콩 6석(石)씩 내리고, 김상곤(金尙坤)은 가자와 함께 아마(兒馬) 1필을 내리고, 김수량(金守良)·노한명(盧漢明)과 장무 관원(掌務官員)은 각기 아마 1필씩을 내리고, 의녀(醫女) 대장금(大長今)과 계금(戒今)에게는 쌀과 콩을 각각 15석씩, 관목면(官木綿)과 정포(正布)를 각기 10필씩 내리고, 탕약 사령 등에게는 각기 차등 있게 상을 내리라.”
— 중종실록 중종 28년 (1533년) 2월 11일

여섯째 기록은 중종39년 1544년이다.
傳于政院曰: “予頃者感寒, 得咳嗽證, 久未視事, 故少差而爲經筵, 其日適寒, 前證復發。醫員朴世擧、洪沈及內醫女大長今、銀非等議藥事, 曾已下諭也, 此意言于內醫院提調。且中和【二月初一日。】晝物,【別進御膳】亦可停矣。”

정원에 전교하였다.“내가 접때 감기가 들어 해수증(咳嗽症)을 얻어서 오래 시사(視事)하지 못하였다. 조금 나아서 경연(經筵)을 열었더니, 그날 마침 추워서 전의 증세가 다시 일어났다. 의원(醫員) 박세거(朴世擧)와 홍침(洪沈) 및 내의녀(內醫女) 대장금(大長今)과 은비(銀非) 등에게 약을 의논하라고 이미 하유(下諭)하였거니와, 이 뜻을 내의원 제조에게 이르라. 또 중화(中和)【2월 1일.】의 주물(晝物)【특별히 바치는 어선(御膳).】도 멈추라.”
— 중종실록 중종 39년 (1544년) 1월 29일

일곱째 기록은 중종39년 1544년이다.
傳曰: “內醫院提調尹殷輔、鄭順朋, 各賜熟馬一匹; 都承旨李瀣、醫員朴世擧ㆍ洪沈皆加資; 柳之蕃、韓順敬, 各兒馬一匹; 醫女大長今, 賜米、太幷五石; 銀非米、太幷三石; 湯藥使令, 各給官木綿二匹。”

전교하였다.“내의원 제조 윤은보(尹殷輔)와 정순붕(鄭順朋)에게 각각 숙마(熟馬) 1필씩을 하사하고 도승지 이해(李瀣), 의원 박세거(朴世擧)·홍침(洪沈)에게는 모두 가자(加資)하고, 유지번(柳之蕃)·한순경(韓順敬)에게는 아마(兒馬) 각 1필씩, 의녀 대장금(大長今)에게는 쌀과 콩을 도합 5석(石), 은비(銀非)에게는 쌀과 콩 3석을 하사하고 탕약 사령(湯藥使令)들에게는 관고(官庫)의 목면 2필씩을 지급하라.”
— 중종실록 중종 39년 (1544년) 2월 9일

여덞째 기록은 중종39년 1544년이다.
議政府、中樞府、六曹、漢城府堂上及大司憲鄭順朋等問安, 傳曰: “知道。” 是日醫女長今出言: “去夜三更, 上入睡, 五更, 又暫入睡。且小便暫通, 大便, 則不通已三日。”云。醫員朴世擧、洪沈入診脈, 則左手肝腎脈浮緊, 右手脈微緩。更議藥劑, 五苓散加麻黄、防己、遠志、檳榔、茴香, 五服以進。

의정부·중추부·육조·한성부의 당상 및 대사헌 정순붕 등이 문안하니, 알았다고 전교하였다. 이날 의녀 장금(長今)이 나와서 말하기를 ‘어제 저녁에 상께서 삼경(三更)에 잠이 들었고, 오경에 또 잠깐 잠이 들었다. 또 소변은 잠시 통했으나 대변이 불통한 지가 이미 3일이나 되었다.’고 했다. 박세거와 홍침이 들어가 진맥하니 왼손의 간신맥(肝腎脈)은 부(浮)하며 긴(緊)하고, 오른손의 맥은 가늘고 느렸다. 다시 약제(藥劑)를 의논하여 오령산(五苓散)에 마황(麻黃)·방기(防己)·원지(遠地)·빈랑(檳榔)·회향(茴香)을 첨가하여 다섯 차례 드렸다.
— 중종실록 중종 39년 (1544년) 10월 25일

아홉째 기록은 중종39년 1544년이다. 이때는 의녀가 아니라 여의(女醫)라는 표현이 보인다. 추측컨데 이 시기에는 임금을 직접 진찰하고 결과를 대신들에게 말을 한것 같다.
上不豫。政院問安, 仍啓曰: “昨命王子、駙馬、內宗親外, 令勿問安, 而臣等居近密之地, 故敢問安。”傳曰: “知道。 予證, 大槪則似歇, 然大便尙不通, 故方議藥耳。”內醫院提調問安,【彦弼私問內官朴漢宗曰: “上體夜來如何?”漢宗曰: “內官亦不親侍, 不能詳知。大槪似與昨同。但聞上方曉入寢云, 以是觀之, 則似爲少歇矣。”】傳曰: “予證, 女醫知之。”【女醫長今言: “去夜煎進五苓散二服, 三更入睡。且小便漸通, 大便則如舊不通, 今朝始用蜜釘。”云。】政府問安, 仍啓曰: “昨者命勿問安, 故退去, 然未安於心, 故敢問安。”答如政院。

상에게 병환이 있었다. 정원이 문안하고 이어 아뢰기를,“어제 왕자·부마·내종친 외에는 문안하지 말라고 명하셨으나, 신들은 근밀(近密)한 자리에 있는 까닭에 감히 문안드립니다.”하니, 전교하기를,“알았다. 내 증세는 대체로 보아 조금 뜸한 듯하나 대변은 아직도 통하지 못하기 때문에 지금 약을 의논하고 있다.”하였다. 내의원 제조가 문안하니【홍언필이 사사로 내관(內官) 박한종(朴漢宗)에게 묻기를 ‘상의 옥체가 밤사이 어떠하셨는가?’ 하니 한종이 ‘내관도 직접 모시지 않았기 때문에 자세히 알 수는 없습니다. 대체로 어제와 비슷한 듯합니다. 다만 상께서 새벽에 잠이 드셨다고 하니, 이로써 보면 약간 덜하신 듯합니다.’ 하였다.】 전교하기를,“내 증세는 여의가 안다.”【여의 장금의 말이 ‘지난 밤에 오령산을 달여 들였더니 두 번 복용하시고 삼경에 잠이 드셨습니다. 또 소변은 잠깐 통했으나 대변은 전과 같이 통하지 않아 오늘 아침 처음으로 밀정(蜜釘)을 썼습니다.’ 하였다.】 하였다. 정부가 문안하고 이어 아뢰기를,“어제 문안하지 말라고 명하셨기 때문에 물러갔습니다마는, 마음에 미안하여 감히 문안드립니다.”하니, 답은 정원에 한 것과 같았다.
— 중종실록 중종 39년 (1544년) 10월 26일

열번째 기록은 중종39년 1544년이다.
上不豫。政院問安, 傳曰: “知道。”【承旨等問於內官朴杞曰: “去夜上體如何?”對曰: “不能詳知, 或云下氣始通。”】內醫院提調問安, 傳曰: “知道。”政府問安, 傳曰: “知道。”六曹、中樞府、漢城府堂上等問安, 傳曰: “勿爲問安。”朝, 醫女長今自內出曰: “下氣始通, 極爲大快。”云。俄而傳于藥房曰: “予今下氣如常, 但氣弱耳。提調及醫員、醫女皆來往, 而醫員勿入直, 提調亦各散歸可也。”提調回啓曰: “臣等聞下氣如常, 喜極不知所言。如有渇證, 則當御生地黄煎, 不可如常時御生冷。且各別調理爲當。”

상에게 병환이 있었다. 정원이 문안을 드리니 알았다고 전교하였다.【승지 등이 내관 박기(朴杞)에게 묻기를 ‘지난밤에 상의 옥체가 어떠하셨는가?’ 하니 ‘자세히 모르겠으나, 하기(下氣)가 비로소 통했다고도 한다.’ 하였다.】 내의원 제조가 문안하니 알았다고 전교하고, 정부가 문안하니, 알았다고 전교하였으며, 육조·중추부·한성부의 당상들이 문안을 드리자, 문안하지 말라고 전교하였다. 아침에 의녀 장금(長今)이 내전으로부터 나와서 말하기를,“하기가 비로소 통하여 매우 기분이 좋다고 하셨습니다.”하였다. 얼마 후에 약방에 전교하기를,“내가 지금은 하기가 평소와 같고 다만 기운만 약할 뿐이다. 지금 제조 및 의원과 의녀가 모두 왕래하고 있지만, 의원은 입직할 것이 없으며 제조도 각기 해산하여 돌아가라.”하니, 제조가 회계하였다.“하기가 평소와 같으시단 말씀을 들으니 신들은 기쁨을 이루 다 말할 수 없습니다. 만일 갈증이 있으실 때는 생지황(生地黃)을 달여 드셔야지 평소와 같이 냉수를 드셔서는 안 됩니다. 또 각별히 조리하심이 마땅합니다.”
— 중종실록 중종 39년 (1544년) 10월 29일

## 그녀를 연기한 배우
| 방송 채널 | 프로그램 | 장르   | 배우           | 방영 기간       |
| --------- | -------- | ------ | -------------- | --------------- |
| MBC       | 대장금   | 드라마 | 이영애, 조정은 | 2003년 ~ 2004년 |
| KBS 2TV   | 천명     | 드라마 | 김미경         | 2013년          |
| MBC       | 옥중화   | 드라마 | 미상           | 2016년          |

## 관련 TV 프로그램
| 방송 채널 | 프로그램        | 장르       | 방영 기간                          |
| --------- | --------------- | ---------- | ---------------------------------- |
| MBC       | 대장금          | 드라마     | 2003년 9월 15일 ~ 2004년 3월 23일  |
| MBC       | 장금이의 꿈 1기 | 애니메이션 | 2005년 10월 29일 ~ 2006년 4월 29일 |
| MBC       | 장금이의 꿈 2기 | 애니메이션 | 2007년 3월 14일 ~ 2007년 9월 19일  |

## 같이 보기
- 중종
- 대장금
- 장금이의 꿈

## 참고 문헌
1. ↑  조선왕조실록 중종 10년 3월 21일
2. ↑  조선왕조실록 중종 10년 3월 22일 두 번째 기사
3. ↑  조선왕조실록 중종 17년 9월 5일 첫 번째 기사
4. ↑  조선왕조실록 중종 19년 12월 15일 두 번째 기사
5. ↑  조선왕조실록 중종 28년 2월 11일 첫 번째 기사
6. ↑  조선왕조실록 중중 39년 1월 29일 첫 번째 기사
7. ↑  조선왕조실록 중중 39년 2월 9일 첫 번째 기사
8. ↑  조선왕조실록 중중 39년 10월 25일 세 번째 기사
9. ↑  조선왕조실록 중중 39년 10월 26일 첫 번째 기사
10. ↑  조선왕조실록 중중 39년 10월 29일 첫 번째 기사